# Prix Angelo-Agostini
Les prix Angelo-Agostini (portugais : Prêmio Angelo Agostini) sont les plus traditionnels prix de bande dessinée brésiliens. Ils ont été créés en 1985 par l'Associação dos Quadrinhistas e Caricaturistas do Estado de São Paulo (AQC-ESP), qui organise encore aujourd'hui l'événement,.
Le nom du prix rend hommage à Angelo Agostini, considéré à l'époque comme l'artiste pionnier de la bande dessinée brésilienne. L'événement cherche également à avoir lieu, dans la mesure du possible, le Dia do Quadrinho Nacional ("Journée nationale de la bande dessinée", le 30 janvier), la même date à laquelle, en 1869, le premier épisode de la série d'art séquentiel d'Agostini As Aventuras de Nhô Quim ou Impressões de Uma Viagem à Corte a été publié.

## Histoire

### Années 1980
La première édition de prix Angelo-Agostini a eu lieu le 30 janvier 1985 et n'avait que la catégorie « Maître de la Bande Dessinée Nationale ». Les quatre lauréats de cette première édition (des artistes qui se consacrent à la bande dessinée brésilienne depuis au moins 25 ans) ont été choisis par le conseil d'administration de l'AQC-ESP et ont reçu en trophée une plaque en cliché du premier épisode de Nhô Quim,,.
L'année suivante, trois nouvelles catégories ont été ajoutées : « Meilleur illustrateur », « Meilleur scénariste » et « Meilleure lancement ». Cette fois, le choix des gagnants a été fait par vote ouvert pour les membres de l'AQC-ESP et les associations d'artistes de bandes dessinées d'autres États brésiliens,.
En 1987, un trophée spécial a été décerné à l'Union des journalistes de São Paulo pour son soutien aux luttes des artistes de la bande dessinée. L'année suivante, ce trophée est officiellement rebaptisé Trophée Jayme Cortez, en l'honneur de l'artiste du même nom décédé l'année précédente. L'objet de cette catégorie est d'honorer une personne ou une institution qui a soutenu la bande dessinée nationale au cours de l'année précédant la cérémonie de remise des prix. La même année, la conception du trophée a été changée en une petite statue de verre avec une image d'Angelo Agostini,,.

### Années 1990

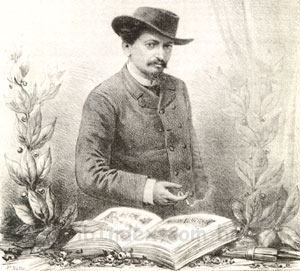
Autoportrait d'Angelo Agostini, l'artiste qui nomme le prix et qui a reçu à titre posthume le titre de Maître de la Bande Dessinée Nationale en 2004.

Afin d'augmenter le nombre de votants, le bulletin de vote avec les catégories était distribué dans des fanzines et pouvait être envoyé par courrier au siège de l'AQC-ESP. Toute personne intéressée, qu'elle soit professionnelle ou simple lecteur de bandes dessinées, pouvait voter pour tout artiste ou œuvre répondant aux critères de chaque catégorie.
En 1993, le trophée remis aux lauréats est devenu une plaque de bronze avec le perroquet « mascotte » de l'AQC-ESP, conçu par Rodrigo Leão et réalisé par l'enterprise Inarco. La même année, la catégorie « Meilleur fanzine » a été créée, pour récompenser les fanzines qui apportent des informations, des nouvelles, des critiques ou des notes sur la bande dessinée (les bandes dessinées indépendantes sont restées votées dans la catégorie « Meilleure lancement »),,.
À partir de 1994, la cérémonie des trophées d'Angelo Agostini comprenait également le prix Nova, de la Société brésilienne d'art fantastique (SBAF), qui avait commencé à récompenser les meilleures bandes dessinées de science-fiction l'année précédente. Cependant, cela n'est arrivé qu'aux catégories liées à la bande dessinée, les autres étant restées dans le propre événement de la SBAF.
Pour l'édition 1995 du prix, il y a eu un changement dans le scrutin. Dès lors, chaque personne pouvait choisir jusqu'à deux noms, qui auraient un « poids » différent s'ils étaient placés en premier ou en deuxième (à l'exception de la catégorie « Maître de la Bande Dessinée Nationale », qui récompense trois personnes et, par conséquent, disposait d'un espace pour trois noms avec le même « poids »). L'objectif était d'augmenter le nombre de noms soumis au vote et de diminuer les chances de votes « combinés ».

### Années 2000
La 18e édition, en 2002, a décerné exceptionnellement à 13 personnes le titre de « Maître de la Bande Dessinée Nationale » au lieu des trois noms traditionnels. Ce serait un hommage à la « majorité » de l'événement (il avait « 18 ans »). C'était le plus grand nombre de gagnants dans cette catégorie dans la même édition,.
L'année suivante, Angelo-Agostini a eu lieu avec la cinquième édition du Fest Comix, un événement de bande dessinée organisé régulièrement par Comix Book Shop. En raison de l'espace et du public plus larges, le comité d'organisation d'Angelo-Agostini a décidé d'ajouter quatre catégories spéciales: meilleur encreur, meilleur art technique (coloriste et lettreur), meilleur dessinateur de presse et meilleur éditeur. Chaque catégorie spéciale a récompensé cinq professionnels. Par ailleurs, le comité d'organisation a décerné une médaille d'encouragement à des personnalités et institutions liées à la bande dessinée: amis de la BD nationale, maisons d'édition classiques, maisons d'édition actuelles, institutions, écoles et librairies de bandes dessinées,,.
En 2004, une fois de plus, la cérémonie de remise des prix a eu lieu au Fest Comix. Les quatre catégories spéciales incluses l'année précédente ont ensuite été maintenues, mais cette fois-ci en récompensant chacune deux professionnels,. Dès l'année suivante, seule la catégorie du « Meilleur dessinateur de presse » devient régulière. Toujours en 2005, le Prix Spécial Hermes Tadeu a été décerné en l'honneur de l'artiste du même nom, assassiné le 21 décembre 2003 après avoir subi une tentative de vol. Le prix, du meilleur coloriste, a été remis par la sœur de Tadeu à Diogo Saito,.
En 2006, les votes pouvaient également être envoyés par courrier électronique, en plus de la possibilité d'envoyer le bulletin de vote par courrier ordinaire. L'année suivante, un changement important intervient dans la catégorie « Maître de la Bande Dessinée Nationale » : seuls les artistes vivants deviennent éligibles au prix (jusqu'à l'année précédente, le trophée était décerné à plusieurs reprises à titre posthume). En raison de ce changement, tous les artistes décédés qui faisaient partie de la liste publiée annuellement par l'AQC-ESP des personnes éligibles pour la catégorie (c'est-à-dire qui s'étaient consacrés au moins au cours des 25 dernières années à la bande dessinée brésilienne) ont été automatiquement définis par le organisateur de la commission en tant que « Maîtres in memoriam »,.

### Années 2010

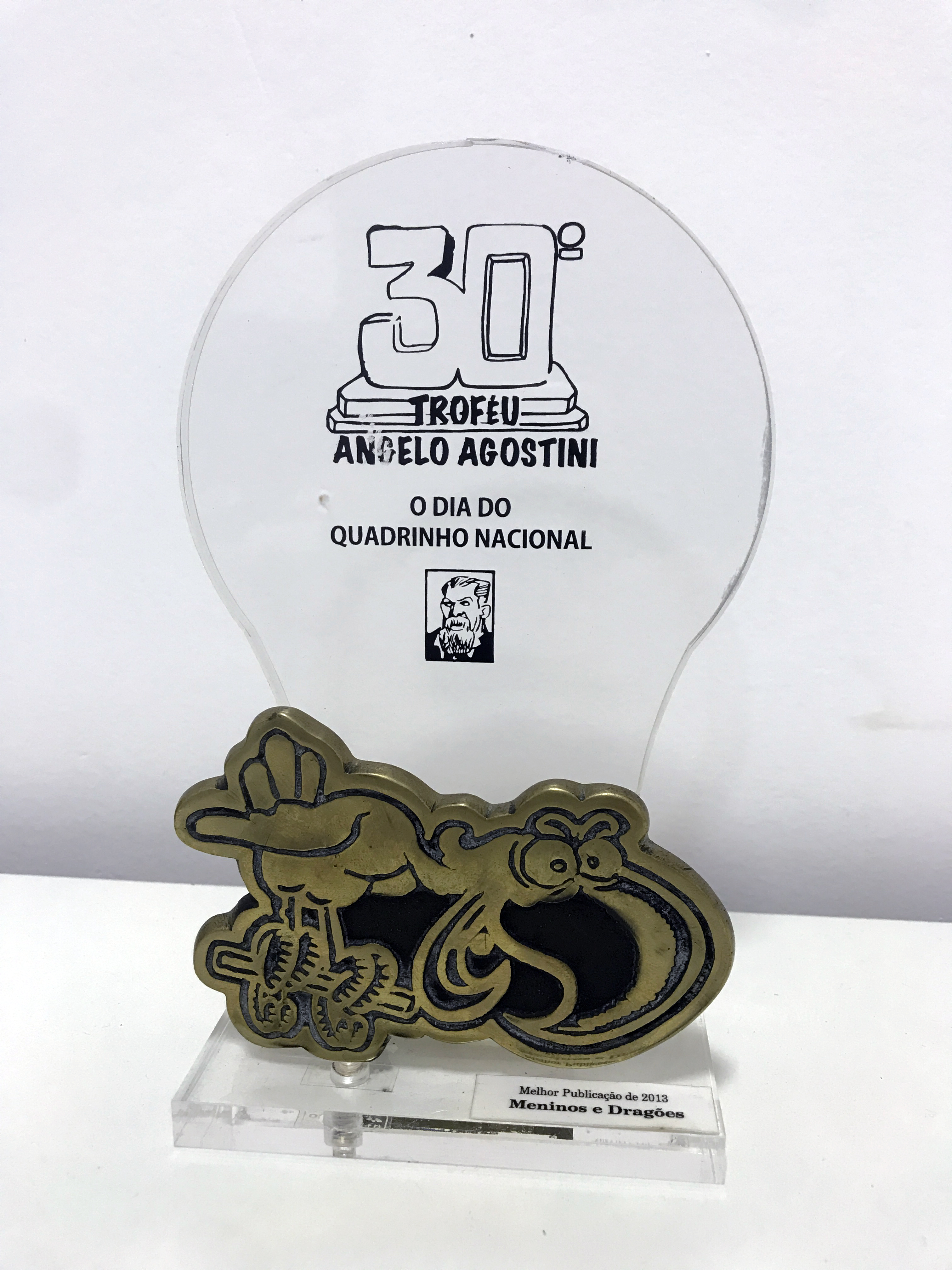
Trophée du 30e Prix Angelo-Agostini, avec le perroquet « mascotte » de l'AQC-ESP.

En 2011, une nouvelle catégorie a été créée : « Meilleur lancement indépendante ». L'éligibilité était la même pour la catégorie « Meilleur lancement » (une publication d'artistes brésiliens dont la première édition, le numéro spécial ou le numéro unique est sorti l'année précédente), mais elle visait exclusivement les bandes dessinées publiées par l'auteur lui-même ou par de petites maison d'éditions à faible circulation. Une autre catégorie a été créée en 2015, « Meilleur webcomic », ouverte aux « magazines ou fanzines virtuels (disponibles en PDF, CDR ou format similaire), pages internet, blogs de bandes dessinées ou de personnages », étant le critère principal que la publication était exclusivement virtuel.
Pour l'édition 2013, le comité organisateur du prix a modifié la façon dont il reçoit les votes, qui se font désormais directement sur le blog officiel de l'AQC-ESP, créé en 2010. La liste des publications admissibles a également été publiée directement sur le blog. Le principal reflet de ce changement a été le nombre de votes : 14 937 (dont 12 000 environ ont été considérés comme valables par la commission électorale), contre un total qui n'a guère dépassé les 500 dans les éditions précédentes. À partir de l'édition 2016, AQC-ESP a commencé à utiliser le système Google Forms pour augmenter la sécurité contre les doubles votes,,,,.
En 2015, l'AQC-ESP a publié une déclaration officielle s'excusant d'avoir ajouté Francisco Iwerten à la liste 2007 des « Maîtres de la Bande Dessinée Nationale in memoriam ». L'existence d'Iwerten avait été une blague des créateurs du personnage O Gralha, un super-héros apparu dans un album de 1997 en l'honneur des 15 ans de Gibiteca de Curitiba. Ils ont dit dans le livre que le personnage a été inspiré par Capitão Gralha, un super-héros des années 1940 créé par Iwerten (qui, selon les auteurs, serait clairement compris comme une blague). Cependant, au fil du temps, beaucoup de gens en sont venus à croire que l'histoire était réelle, même s'il n'y avait aucune autre référence à cet artiste avant la publication de l'album. L'histoire n'a été « officiellement » réfutée que dans la postface du deuxième album d'O Gralha, sorti en septembre 2014. Dans la déclaration, les organisateurs d'Angelo-Agostini se sont excusés de ne pas avoir fait de recherches plus approfondies sur l'existence réelle d'Iwerten,,.
Depuis 2017, la catégorie « Maître de la Bande Dessinée Nationale » était choisie par le comité d'organisation et non plus par les votants. La seule exception à ce nouveau critère était dans l'édition 2019 (quand cela a été choisi par vote ouvert), mais dans l'édition suivante la définition des gagnants dans cette catégorie a de nouveau été faite par le comité d'organisation,,,.
En 2019, a été créée la catégorie « Meilleur coloriste ». Les coloristes n'avaient été récompensés qu'en 2003 et 2004, dans la catégorie « Meilleur Art Technique » (qui comprenait également les lettreurs), et en 2005 avec le Prix Spécial Hermès Tadeu (qui leur était réservé). De plus, la catégorie « Meilleur dessinateur humoristique » a été renommée « Meilleur dessinateur humoristique/caricaturiste », élargissant sa portée d'origine,,.
L'édition 2019 a également apporté le plus grand changement en matière de vote : à partir de cette année, au lieu du traditionnel vote ouvert sur toute personne ou œuvre éligible, le comité d'organisation a commencé à présenter une liste de dix nommés dans chaque catégorie, définie par un groupe de professionnels spécialement invité pour cette tâche.

### Années 2020
En raison de la pandémie de Covid-19, la cérémonie de remise des prix du 36e Prêmio Angelo Agostini, initialement prévue en juin 2020 au Mémorial de l'Amérique latine, a été suspendue (tout comme la plupart des activités culturelles du pays). Pour cette raison, les organisateurs de l'événement ont choisi d'attendre une nouvelle date pour commencer le vote, qui n'a eu lieu qu'en janvier 2021. Ce problème s'est reproduit lors de la prochaine édition, axée sur la production de bandes dessinées de 2020, mais dont le vote a été reporté au début de 2022. Le calendrier a été régularisé en 2022, la 38e édition du prix se tenant au second semestre,,.

## Catégories actuelles
- Maître de la Bande Dessinée Nationale (depuis 1985)
- Meilleur illustrateur (depuis 1986)
- Meilleur scénariste (depuis 1986)
- Meilleur lancement (depuis 1986)
- Trophée Jayme Cortez (depuis 1987)
- Meilleur fanzine (depuis 1993)
- Meilleur dessinateur humoristique, dessinateur de presse ou caricaturiste (depuis 2003)
- Meilleur lancement indépendante (depuis 2011)
- Meilleur webcomic (depuis 2015)
- Meilleur coloriste (depuis 2019)
- Meilleur lancement pour les enfants (depuis 2020)